# Barbus thamalakanensis
 Barbus thamalakanensis és una espècie de peix cipriniforme de la família dels ciprínids.

## Morfologia
Els mascles poden assolir els 5 cm de longitud total.

## Distribució geogràfica
Es troba al tram superior del riu Zambezi i a l'Okavango.